# 1996年7月逝世人物列表
1996年逝世人物列表：1月 - 2月 - 3月 - 4月 - 5月 - 6月 - 7月 - 8月 - 9月 - 10月 - 11月 - 12月
1996年7月逝世人物列表，是用於匯總1996年7月期間逝世人物的列表。

## 依日期排序

### 1日
- 威廉·湯瑪斯·卡希爾，84歲，美國政治家。[1]
- 哈羅德·格林伯格，66歲，加拿大電影製片人。
- 瑪歌·海明威，42歲，美國時裝模特和女演員[2]
- 埃納·霍夫豪根，88歲，挪威政治家。
- 克勞迪奧卡諾，30歲，日本巴西乒乓球運動員[3]
- 勞倫斯·洛，75歲，美國水手和奧運冠軍。[4]
- 阿爾弗雷德·馬克斯，75歲，英國演員和喜劇演員。[5]
- 杜克·馬羅尼奇，74歲，美國橄欖球運動員。[6]
- 史蒂夫·泰西奇，53歲，塞爾維亞裔美國編劇[7]

### 2日
- 阿爾維德·布羅德森，91歲，挪威社會學家[8]
- 努弗洛·查韋斯·奧爾蒂斯，72歲，玻利維亞政治家。
- 休·达夫森，86歲，英國生理學家。[9]
- 邁克·帕羅貝克，30歲，美國漫畫家
- 英格瓦·彼得森，70歲，瑞典田徑運動員。[10]
- 哈爾·羅布森，84歲，美國賽車手。
- 史蒂法諾·西巴迪，91歲，義大利演員和配音演員。

### 3日
- 赫布·鲍迈斯特，49歲，美國連環殺手，自殺身亡。
- B·杰拉爾德·康托爾，79歲，美國投資銀行家。[11]
- 巴里·克倫普，61歲，紐西蘭作家。
- 莎朗·休格尼，52歲，美國女演員
- 皮姆·雅各布斯，61歲，荷蘭音樂家。[12]
- 拉吉·庫馬爾，69 歲，印度演員。[13]
- 伯納德·澤爾弗斯，84歲，法國建築師。[14]

### 4日
- 吉納維芙·布拉特，83歲，美國政治家[15]
- 馬格希爾德·哈吉利亞，92歲，挪威政治家。[16]
- 皮埃爾·雅庫德，90歲，瑞士律師。
- 小詹姆斯·O·普林頓，81歲，美國陸軍航空兵飛行員和塔斯基吉空軍成員。
- 亞加·杜特·夏爾馬，73歲，印度政治家。

### 5日
- 弗雷德·大衛斯，74歲，加拿大廣播員，死於中風。
- 哈羅德·勒布魯斯·吉爾摩，84歲，美國政治家。[17]
- 唐納德·亞當·哈特曼，66歲，加拿大政治家。
- 普雷德拉格·奧斯托伊奇，58歲，南斯拉夫棋手，自殺身亡。
- 穆罕默德·塞迪克，56歲，埃及足球運動員。[18]
- 克萊德·偉根，81歲，美國物理學家[19]

### 6日
- 庫特盧·阿達利，61歲，土族塞人記者、詩人、社會政治研究員和和平宣導者。
- 凱西·埃亨，47歲，美國高爾夫球手[20]
- 阿曼多·卡爾沃，70歲，波多黎各出生的西班牙演員[21]
- 葉夫根尼·羅戈夫，67歲，蘇聯/俄羅斯足球運動員和經理。

### 7日
- 大衛·F·詹姆斯，90歲，美國政治家。
- 邁克爾·麥戈德里克，31歲，北愛爾蘭計程車司機，被保皇派志願軍謀殺。[22]
- 薇拉·內德科娃，89歲，保加利亞現代主義畫家。
- 弗里德里希·冯·施蒂尔普纳格尔，82歲，德國田徑運動員和奧運獎牌得主。[23]

### 8日
- J.W.亞歷山大，80歲，美國音樂家、唱片製作人和企業家。
- 歐內斯特·阿姆斯壯，81歲，英國政治家。[24]
- 吉姆·鮑默，65歲，美國棒球運動員、球探和高管。[25]
- 阿尔布雷希特，91歲，德國王子。
- 吉姆·巴斯比，69歲，美國職業棒球大聯盟球員和教練。[26]
- 理查·格羅斯肖普，90歲，德國電影導演和編劇。[27]
- 愛琳·普拉多爾，84歲，奧地利裔美國女演員和作家。
- 路易士·曼努埃爾·羅德裡格斯，59歲，古巴拳擊手。

### 9日
- 梅爾文·貝利，88歲，美國律師，作家和演員[28]
- 保羅·巴格萬達斯，45歲，蘇里南營長，被稱為“澤蘭迪亞堡的劊子手”，死於癌症。
- 克裡斯托弗·卡森，84歲，英國-愛爾蘭演員。[29]
- 謝爾蓋·庫廖欣，42歲，俄羅斯作曲家、鋼琴家、音樂總監、電影演員和作家，死於癌症。
- 愛德華·珀迪·內伊，75歲，美國物理學家。[30]
- 奧羅拉·雷東多，96歲，西班牙女演員。[31]
- 大衛·史密斯，74歲，羅得西亞/辛巴威農民和政治家。

### 10日
- 保羅·金，69歲，美國製片人和編劇。[32]
- 盧·利希特維爾德，92歲，蘇里南政治家、劇作家、詩人和抵抗戰士。[33]
- 亞歷克斯·馬努吉安，95歲，亞美尼亞裔美國工業工程師，商人和慈善家。[34]
- 弗雷德·邁耶，76歲，美國橄欖球運動員。[35]
- 因德日赫·廷特拉，95歲，捷克體操運動員和奧運選手。[36]

### 11日
- 雷內·阿巴迪，60歲，法國自行車運動員。[37]
- 路易士·戈特利布，72歲，美國貝斯手[38]
- 伯蒂爾·倫德爾，87歲，瑞典冰球，足球和班迪球員。[39]
- 魯日卡·梅格拉伊-里馬克，55歲，南斯拉夫和克羅埃西亞籃球運動員。
- 弗洛裡·羅德里戈，102歲，荷蘭舞蹈家和編舞家[40]

### 12日
- 約翰·錢斯勒，68歲，美國記者[41]
- 沃爾特·哈桑，91歲，英國汽車工程師。[42]
- 喬納森·梅爾文，34歲，美國音樂家，吸食海洛因過量。
- 納扎爾·穆罕默德，75歲，巴基斯坦板球運動員。[43]
- 戈特弗里德·馮·艾內姆，78歲，奧地利作曲家。[44]
- 克拉倫斯·威爾金森，85歲，美國政治家。

### 13日
- 潘德羅·S·伯曼，91歲，美國電影製片人[45]
- 洛達·哈拉馬，84歲，波蘭舞蹈家和演員。[46]
- 比爾·莫，79歲，美國冰球運動員。
- 凱倫·西門森，88歲，挪威花樣滑冰運動員。[47]

### 14日
- 肯尼思·班布里奇，91歲，美國物理學家。[48]
- 傑夫·克羅斯諾夫，31歲，美國賽車手，死於賽車事故。
- 卡爾·帕里拉，90歲，奧地利戲劇演員和導演。[49]
- 理查·里普利，95歲，英國運動員。[50]
- 凱瑟琳·泰勒，92歲，美國作家。

### 15日
- 威廉·杜根，83歲，美國賽艇運動員和奧運選手。[51]
- 達納·希爾，32歲，美國女演員
- 斯文·赫斯塔迪烏斯，98歲，瑞典胚胎學家。
- 簡·克羅·詹森，38歲，挪威-丹麥非法摩托車手，黑幫[52]

### 16日
- 愛德華·馬克斯-羅伯特，91歲，法國跨欄運動員和奧運選手。[53]
- 約翰·帕諾佐，47歲，美國鼓手[54]
- 約瑟夫·普魯特，95歲，蘇聯/俄羅斯劇作家和編劇。
- 阿道夫·馮·薩登，75歲，德國極右翼政治家。
- 賈梅爾齊圖尼，32歲，阿爾及利亞伊斯蘭恐怖組織領導人，被殺。

### 17日
- 查理斯·巴特利，74歲，美國科學家。
- 查斯·錢德勒，57歲，英國音樂家，唱片製作人和經理[55]
- 杰弗裡·傑利科，95歲，英國建築師、城市規劃師、景觀設計師和作家。[56]
- 約翰·朱伯特，33歲，美國連環殺手，觸電處決。
- 布拉特科·克雷夫特，91歲，斯洛維尼亞劇作家、作家、文學史學家和導演。
- 艾倫·麥吉爾夫雷，86歲，澳大利亞板球運動員。[57]
- 保羅·圖維爾，81歲，二戰期間的法國納粹合作者[58]
- 環球航空800號班機空難中喪生的著名人物：[59]
  - 米歇爾·布雷斯特羅夫，25歲，法國冰球運動員。
  - 馬塞爾·達迪，44歲，突尼西亞-法國吉他手。
  - 大衛·霍根，47歲，美國作曲家。[60]
  - 傑德·約翰遜，47歲，美國室內設計師兼導演。
  - 帕姆·萊奇納，37歲，美國犯罪受害者權利倡導者。
  - 里科·普爾曼，62歲，德國時尚攝影師。

### 18日
- 斯蒂芬·唐納森，49歲，美國雙性戀權利活動家和政治活動家[61]
- 何塞·曼努埃爾·富恩特，50歲，西班牙公路自行車運動員[62]
- 克里斯蒂安·路德维希，83歲，德國貴族。
- 馬丁·薩默菲爾德，79歲，美國物理學家和火箭科學家。[63]

### 19日
- 費景漢（字雲皋）(中央研究院院士)，74歲，經濟學家，教授，院士。[64]
- 雷蒙德·伯內特，82歲，美式橄欖球運動員和教練。[65]
- 伯克利·科爾，82歲，英國聖公會牧師和作家。
- 默文·科維，87歲，英國環保主義者。[66]
- 丹·萊萬多夫斯基，68歲，美國棒球運動員。[67]
- E.T.門薩，77歲，迦納音樂家。
- 斯韋爾·威爾伯格，66歲，挪威演員。

### 20日
- 安娜·錢迪，91歲，印度第一位女法官。
- 艾迪·揚考斯基，83歲，美國橄欖球運動員。[68]
- 科林·米切爾，70歲，英國陸軍士兵和政治家。[69]
- 拉斐爾·帕泰，85歲，匈牙利猶太民族志學家、歷史學家、東方學家和人類學家。[70]
- 弗蘭季謝克·普拉尼奇卡，92歲，捷克足球守門員。
- 阿魯納查拉·斯里尼瓦桑，87歲，印度食品技術專家和營養科學家。
- 蘭迪·斯圖爾特，71歲，美國女演員[71]

### 21日
- 露娜·安德斯，58歲，美國女演員和編劇[72]
- 拉斐爾·塞佩達，86歲，波多黎各音樂家，心肌梗塞而死。
- 赫伯·埃德爾曼，62歲，美國演員[73]
- 英格·雅克布森，72歲，挪威歌手和女演員，死於癌症。
- 沃爾夫·莫裡斯，71歲，英國演員。[74]
- 沃爾特·莫林，70歲，美國職業棒球大聯盟外野手。[75]

### 22日
- 羅布·柯林斯，33歲，英國音樂家[76]
- 塔瑪拉·丹茲，43歲，德國搖滾樂隊 Silly 的主唱兼作詞人[77]
- 卡爾·戈登伯格，88歲，加拿大律師和參議員。[78]
- 瑪吉·卡爾卡，83歲，芬蘭短距離皮划艇運動員。[79]
- 佛蒙特州C.羅伊斯特，82歲，美國記者和編輯。[80]

### 23日
- 赫伯·艾布拉姆斯，41歲，美國職業摔跤推廣人，吸食海洛因過量而死。
- 亞歷山大大主教帕塞尼烏斯三世，76歲，希臘東正教主教。
- 漢密爾頓·菲什四世，70歲，美國政治家。
- 吉恩·豪威爾，68歲，美國女演員。
- 潔西嘉·米特福德，78歲，英國作家，米特福德姐妹之一[81]
- 讓·繆爾，85歲，美國女演員和教育家。[82]
- 瑞德蒙格，77歲，美國棒球運動員。[83]
- 弗雷德里克·奧斯本，87歲，澳大利亞政治家和政府部長。
- 埃裡克·里德爾，78歲，美國水手和奧運冠軍。[84]
- 艾麗奇·沃吉奧拉基，62歲，希臘女演員和戲劇製片人[85]

### 24日
- 佛吉尼亞·克裡斯汀，76歲，美國女演員[86]
- 納喬·馬丁內斯，44歲，西班牙演員，死於肺癌。
- 奧瑞斯特·普拉斯，88歲，智利作家和民俗學家。[87]
- 阿方索·羅伯茨，58歲，文森特政治活動家和板球運動員。[88]
- 喬克·華萊士，60歲，蘇格蘭足球運動員和經理[89]

### 25日
- 布蘭卡·卡納萊斯，90歲，波多黎各政治家和獨立宣導者。
- 馬尼卡韋盧·奈克，99歲，印度政治家。
- 米凱爾·塔里維季耶夫，64歲，蘇聯/亞美尼亞作曲家。[90]
- 霍華德·弗農，82歲，瑞士演員。[91]

### 26日
- 傑基·塞隆，82歲，美國黑幫和芝加哥服裝的老闆。
- 伊芙琳·丹澤，94歲，美國詞曲作者和古典鋼琴家。[92]
- 奧拉西奧·埃斯特維斯，55歲，委內瑞拉短跑運動員。[93]
- 韋斯利·P·加西亞，82歲，墨西哥裔美國醫生、外科醫生和民權倡導者。[94]
- 埃里博托·埃雷拉，70歲，巴拉圭裔西班牙足球運動員。[95]

### 27日
- 簡·德魯，85歲，英國作家、建築師和學者[96]
- 約丹·菲利波夫，50歲，保加利亞足球運動員。
- 約翰·霍夫斯塔特，83歲，奧地利足球運動員和教練。
- 神田武幸，52歲，日本動畫師，死於交通事故。
- 艾爾·羅林斯，69歲，加拿大冰球運動員。[97]

### 28日
- 布萊恩特·哈利迪，68歲，美國演員。
- 伊万·V·拉利奇，65歲，塞爾維亞作家和詩人。[98]
- 羅傑·托里·彼得森，87歲，美國博物學家、鳥類學家和作家。[99]
- 米歇爾·菲利普，71歲，法國作曲家、數學家、音樂學家和廣播員。[100]
- 雅羅斯拉夫·維伊沃達，76歲，捷克足球運動員和教練。[101]

### 29日
- 阿魯納·阿薩夫·阿里，87歲，印度獨立活動家。[102]
- 格奧爾基·達科夫，28歲，保加利亞跳高運動員[103]
- 勞倫·蓋爾，79歲，美國籃球運動員。
- 比爾·格林，71歲，美國爵士音樂家[104]
- 羅傑·尼爾森，64歲，美國和加拿大足球運動員。
- 穆罕默德·奧西米，75歲，蘇聯/塔吉克哲學家、士兵、詩人和學者，在行動中陣亡。
- 希拉里·普理查德，54歲，英國女演員。
- 奇克·賴瑟，82歲，美國籃球運動員和教練。[105]
- 馬塞爾-保羅·舒岑伯格，75歲，法國數學家和醫學博士。[106]
- 賈森·瑟斯克，28歲，美國低音吉他手，自殺身亡。

### 30日
- 克劳黛·考尔白，92歲，美國女演員[107]
- 瑪格麗特·考辛斯，91歲，美國作家和編輯。
- 卡洛斯·德羅蓋特，83歲，智利作家。[108]
- 長谷有洋，31歲，日本聲優、演員，自殺身亡。
- 安東尼·派克，49歲，美國演員，死於癌症。
- 玛格达·施奈德，87歲，德國女演員。[109]
- 康斯坦丁·泰斯卡，73歲，羅馬尼亞足球經理。

### 31日
- 佩塔爾·扎季奇，66歲，塞爾維亞文學評論家和學者。[110]
- 豪伊·戈斯，61歲，美國棒球運動員。[111]
- 里卡多·莫利納里，98歲，阿根廷作家。[112]
- 西格拉姆，27歲，美國說唱歌手[113]
- 內維爾·瓦迪亞，84歲，印度裔英國商人。[114]
- 傑·李·韋伯，59歲，美國歌手，死於胰腺癌。